# Cypress Gardens Adventure Park

Cypress Gardens was een Amerikaans attractiepark gelegen vlak bij Winter Haven, Florida, dat van 1936 tot 2009 in gebruik was.

## Geschiedenis
Cypress Gardens opende zijn deuren op 2 januari 1936, als een botanische tuin die was aangelegd door Dick Pope Sr. en zijn vrouw Julie. In de loop van de jaren werd het park een van de grootste attracties in Florida. Het park werd bekend om zijn waterski-shows, luxueuze tuinen en de Southern Belle-modellen.
Het park kreeg de titel van "Waterskihoofdstad" van de wereld, omdat in dit park vele nieuwe technieken voor het eerst werden uitgevoerd en er meer dan 50 wereldrecords werden gebroken.
Er werden veel films gemaakt in dit park, waaronder This is Cinerama, de eerste film in wide-screenformaat en een serie films en tv-specials van Esther Williams in de jaren 50 en 60 van de twintigste eeuw. Met de toevoeging van een boot voor fotolocaties genaamd Miss Cover Girl in de beginjaren '60, werd het park een populaire plaats voor het filmen van tv-commercials.
De concurrentie nam toe nadat het Walt Disney World Resort in 1971 zijn deuren vlak bij het park opende. In de beginjaren '80 van de twintigste eeuw gingen de Popes met pensioen en nam hun zoon, Dick Pope Jr., het park over.
In de jaren 80 kocht de uitgever Harcourt Trade Publishers het park samen met Sea World, Circus World (wat later omgebouwd werd naar Boardwalk and Baseball) en Stars Hall of Fame, maar verkocht een groot deel van de ondernemingen aan Anheuser-Busch in 1989. Busch bleef tot 1 april 1995 het park beheren, totdat een groep van parkmanagers onder leiding van Bill Reynolds het park opkocht.
Onder directeur en CEO Reynolds bleef het park open tot 13 april 2003, toen het gesloten werd vanwege het teruglopende bezoekersaantal als gevolg van de aanslagen op 11 september 2001. Er werden 529 mensen ontslagen. Dankzij de organisatie Friends of Cypress Gardens, die gesticht werd door Burma Davis Posey, werd er een inzamelingsactie gehouden om het park te kunnen redden. In totaal werden er leden geworven in alle 50 staten van de Verenigde Staten en in 27 andere landen, die bij elkaar 13,5 miljoen dollar verzamelden om het park te redden.
Op 22 februari 2004 kocht Adventure Parks Group, waarvan Kent Buescher eigenaar is, het park en hernoemde het naar Cypress Gardens Adventure Park. De aankoop van het pretparkgedeelte van het landgoed was onderdeel van een grotere transactie voor de instandhouding. In die transactie werd het gehele 61 ha grote landgoed gekocht van de vorige eigenaar, First Gardens, L.C., door The Trust for Public Land, een nationale instandhoudingsorganisatie. . TPL verkocht toen een instandhoudingsservituut aan de staat Florida, terwijl Polk County een aankoop deed op 12 ha van het tuindeel, minus de ontwikkelingsrechten die opgelegd waren in de staatsservituut. Adventure Parks Groep kocht het restant op van het landgoed dat ook onderdeel was van de instandhoudingsservituut.
Bueschers plan om het park in september 2004 te openen werd vertraagd door de schade die veroorzaakt was door de orkanen Charley, Frances, en Jeanne. Cypress Gardens Adventure Park ging uiteindelijk open in november 2004. Een van zijn nieuwste attractie was een houten achtbaan genaamd Triple Hurricane. De achtbaan was vernoemd naar het turbulente stormseizoen van dat jaar. Het aangrenzende Splash Island waterpark opende zijn deuren in 2005 met de achtbaan genaamd Galaxy Spin.
In september 2006 vroeg Adventure Parks Group faillissementsbescherming aan bij de staat Florida wat waarschijnlijk een gevolg was van de $30 miljoen schade die veroorzaakt was door de orkanen in 2004.
Land South Adventures, een dochteronderneming van het in Mulberry-gestationeerde Land South Holdings, kocht Cypress Gardens op een faillissementsveiling op 16 oktober 2007 voor $16,9 miljoen, en liet Buescher als intern manager totdat de Baker Leisure Group uit Orlando, het park overnam in januari 2008.
Op maandag 10 november 2008 kondigde Land South Holdings aan dat het park tijdelijk gesloten zou worden met ingang van 17 november van dat jaar. Het park heropende zijn deuren op 28 maart 2009 met een uitgebreid waterpark genaamd Splash Island. De dieren waren daarentegen verdwenen en de attracties draaiden niet of waren al verwijderd. Beide parken gingen apart kaarten verkopen en de seizoenspassen waren ook apart beschikbaar. Het parkeren bij beide parken was gratis.
Gebaseerd op visuele bevestigingen in september 2009 waren alle achtbanen behalve Fiesta Express nog steeds in het park maar waren niet operationeel. Een werknemer verklaarde dat alle achtbanen en overgebleven attracties verkocht zouden worden. Op 23 september 2009 verklaarde eigenaar Land South Holdings LLC dat het park onmiddellijk gesloten werd. Er werd gezegd dat alle mogelijkheden om het park in zijn "traditionele vorm" draaiende te houden werden bekeken, maar er geen oplossing gevonden werd.
Op 15 januari kocht 's werelds een na grootste attracieparkoperator het park met de bedoeling om het om te bouwen naar de vijfde Legoland. Op 21 januari 2010 kondigde Merlin Entertainments aan dat het park zou worden omgebouwd tot Legoland Florida.
Op 21 oktober 2010 kondigde Merlin Entertainments aan dat het aftellen naar de opening van Legoland Florida was begonnen. Terwijl er geen specifieke datum was gegeven op de persconferentie, begon men al met het opnieuw thematiseren van het park.

## Attracties

### Achtbanen
| Attractie          | Openingsjaar | Sluitingsjaar | Omschrijving |
| ------------------ | ------------ | ------------- | --- |
| Fiesta Express     | 2004         | 2008          | Een Zamperla kinderachtbaan met scherpe haarspeldbochten. |
| Okeechobee Rampage | 2004         | 2008          | Een Vekoma juniorachtbaan. |
| Swamp Thing        | 2004         | 2008          | Een Vekoma Hangende achtbaan. |
| Triple Hurricane   | 2004         | 2008          | Martin & Vleminckx Group Houten achtbaan. Vernoemd naar de drie orkanen die het park troffen in 2004. Het is een ACE achtbaanklassieker.                         |
| Galaxy Spin        | 2005         | 2008          | Zamperla spinnende wildemuis-achtbaan, vergelijkbaar met Primeval Whirl in Disney's Animal Kingdom.                                                              |
| Starliner          | 2007         | 2008          | Een klassieke, door Philadelphia Toboggan Coasters ontworpen, achtbaan. Oorspronkelijk stond deze achtbaan in Miracle Strip Amusement Park in Panama City Beach. |

### Thrill Rides
| Attractie         | Openingsjaar | Sluitingsjaar | Omschrijving                                                                                       |
| ----------------- | ------------ | ------------- | -------------------------------------------------------------------------------------------------- |
| Delta Kite Flyers | 2004         | 2008          | Zamperla Kite Flyer attractie, bezoekers werden rondgedraaid terwijl ze in een vliegpositie lagen. |
| Disk'O            | 2004         | 2008          | Zamperla Disk'O.                                                                                   |
| Pharaoh's Fury    | 2004         | 2008          | Chance Rides schommelschip.                                                                        |
| Power Surge       | 2004         | 2008          | |
| Thunderbolt       | 2004         | 2008          | An ARM vrijevaltoren, vergelijkbaar met Power Tower van Cedar Point.                               |
| Yo-Yo             | 2004         | 2008          | |

## Trivia
- Vele beroemdheden en hoogwaardigheidsbekleders hebben in het park geskied en bezocht, waaronder Elvis Presley, de voormalige koning van Jordanië Koning Hoessein en zijn zoon en opvolger koning Abdoellah II. Het was ook de locatie van een special van Johnny Carson.
- Er werden meer dan 50 records verbroken in de waterskishows waarvan sommige op de dag van vandaag nog niet overtroffen zijn.
- In de serie De reis vol verrassingen van Bassie en Adriaan werd Cypress Gardens gebruikt als filmset voor een deel van een van de afleveringen.